# Hiéroglyphe égyptien R15

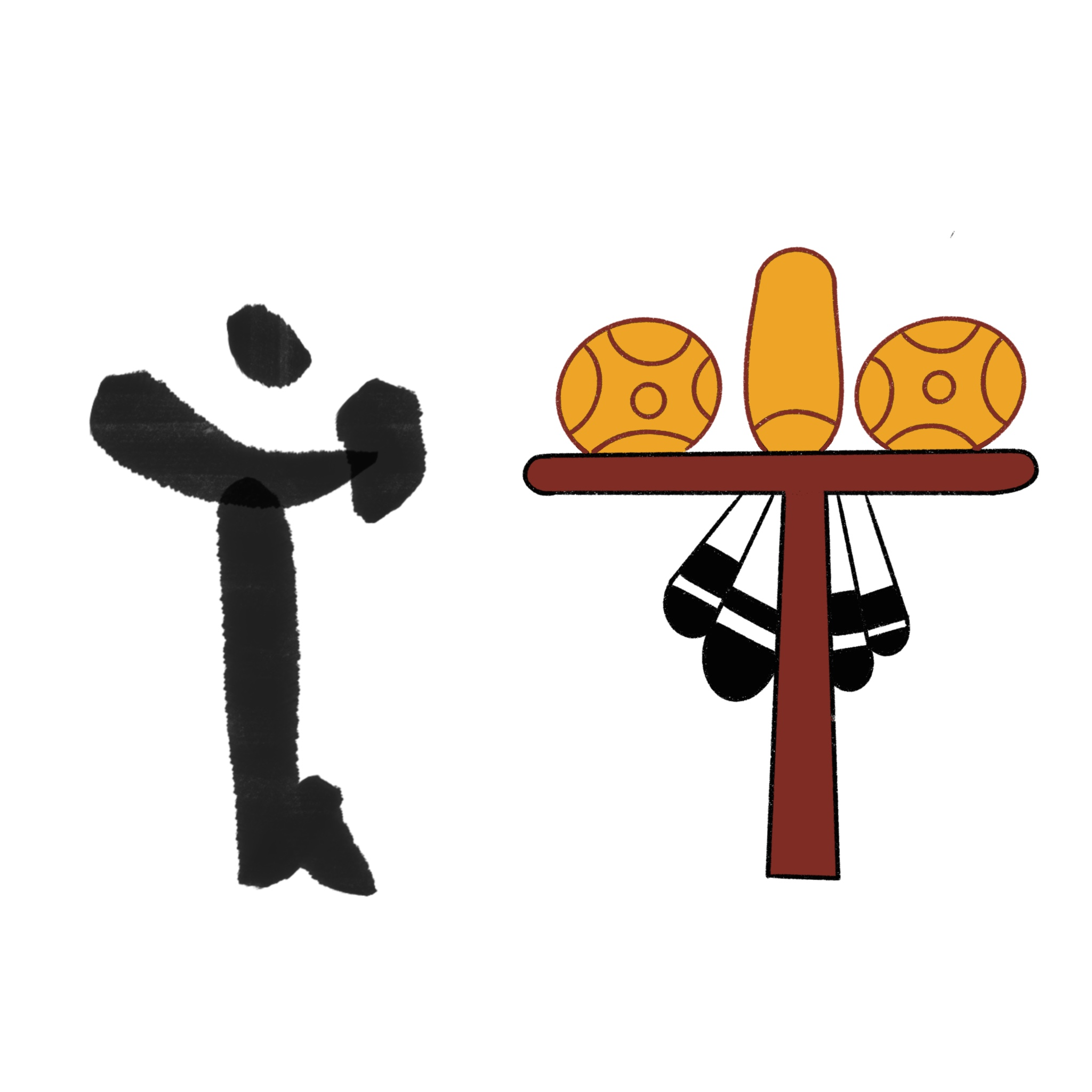
Version hiératique et hiéroglyphique

La lance ornée en hiéroglyphes égyptiens, est classifiée dans la section R « Mobilier cultuel et emblèmes sacrés » de la liste de Gardiner ; cet hiéroglyphe y est noté R15.

## Représentation
Il représente une lance ornée servant d'enseigne comme symbole de l'Orient. Il représente probablement originellement une plume en vue de face sur un pavois (hiéroglyphe R12) accompagnée de monticules ou de pains. Il est translittéré jȝbt ou ȝb.

## Utilisation
| R15 | t | / | R15 | b | t · N25 |

| R15 | t | / | R15 | b | t · N25 |

apparentés.

C'est dès la XVIIIe dynastie (XIIe dynastie en hiératique) un phonogramme bilitère de valeur ȝb
| U23 |

| U23 |

## Exemples de mots

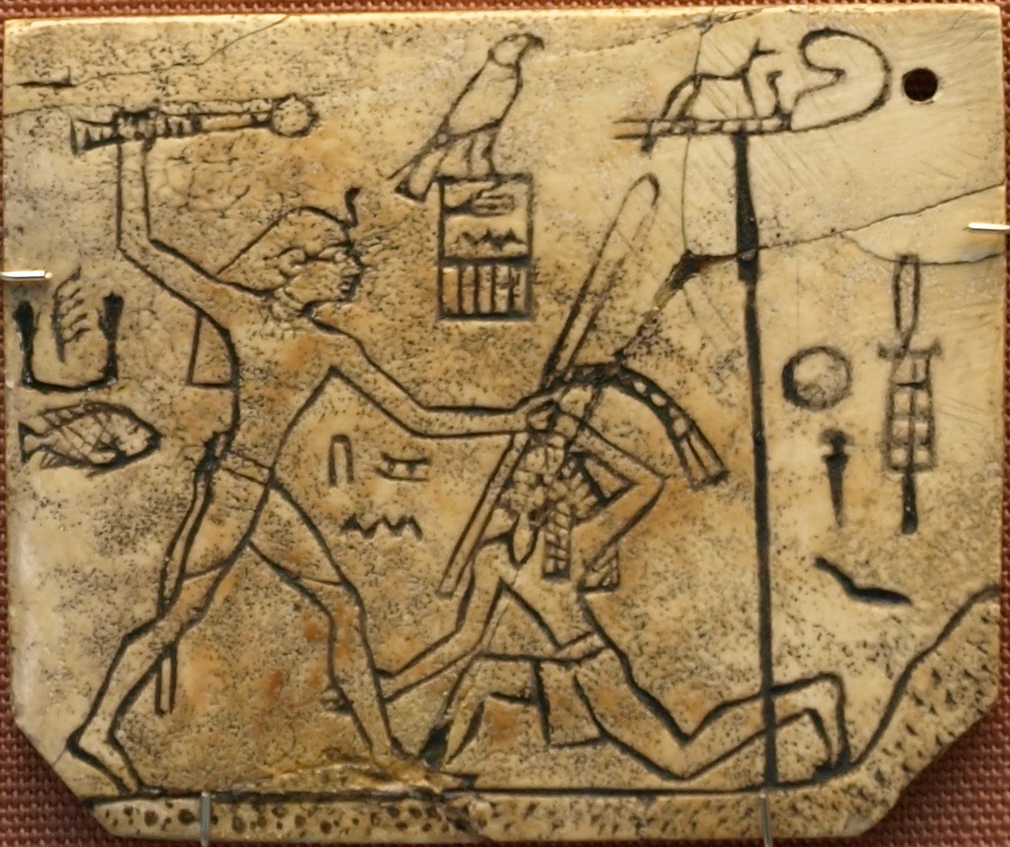
Ancien exemple de R15 sur une étiquette en ivoire du pharaon Den pour la phrase « C'est moi qui ai porté le premier coup vers l'Est ».

| R15 | b | y · D41 |

| R15 | b | y · D41 |

| R15 | b |

| R15 | b |

| R15 | b | w · N33A | T19 |

| R15 | b | w · N33A | T19 |